# Edificio Sarfatti
El Edificio Sarfatti es un edificio en el campus de la Universidad Bocconi en Milán en Italia situado en el nº 25 de la via Roberto Sarfatti.

## Historia
La construcción del edificio, diseñado por el arquitecto Giuseppe Pagano y su socio Gian Giacomo Predaval, comenzó en 1937 y concluyó con su inauguración el 21 de diciembre de 1941. El edificio representa el núcleo original del campus de la Universidad Bocconi después de su traslado desde su primera sede en el largo Treves.

## Descripción
El edificio es considerado una de las obras más refinadas del racionalismo italiano.
La estructura tiene un diseño en planta en forma de cruz, probablemente inspirado en el Bauhaus Dessau (1925-26) del arquitecto Walter Gropius. En el vestÍbulo del edificio, hay dos estatuas de leones en estilo neomedieval hechas de cerámica verde, obra del escultor Arturo Martini, que custodian la entrada. Bajo el pórtico en la via Sarfatti, hay bajorrelieves realizados por Leone Lodi.